# Paul McVeigh
Paul Francis McVeigh (Belfast, 6 dicembre 1977) è un ex calciatore nordirlandese, di ruolo ala o centrocampista.

## Statistiche

### Cronologia presenze e reti in nazionale
| Cronologia completa delle presenze e delle reti in nazionale ― Irlanda del Nord | Cronologia completa delle presenze e delle reti in nazionale ― Irlanda del Nord | Cronologia completa delle presenze e delle reti in nazionale ― Irlanda del Nord | Cronologia completa delle presenze e delle reti in nazionale ― Irlanda del Nord | Cronologia completa delle presenze e delle reti in nazionale ― Irlanda del Nord | Cronologia completa delle presenze e delle reti in nazionale ― Irlanda del Nord | Cronologia completa delle presenze e delle reti in nazionale ― Irlanda del Nord | Cronologia completa delle presenze e delle reti in nazionale ― Irlanda del Nord |
| Data                                                                            | Città                                                                           | In casa                                                                         | Risultato                                                                       | Ospiti                                                                          | Competizione                                                                    | Reti                                                                            | Note                                                                            |
| ------------------------------------------------------------------------------- | ------------------------------------------------------------------------------- | ------------------------------------------------------------------------------- | ------------------------------------------------------------------------------- | ------------------------------------------------------------------------------- | ------------------------------------------------------------------------------- | ------------------------------------------------------------------------------- | ------------------------------------------------------------------------------- |
| 27-4-1999                                                                       | Belfast                                                                         | Irlanda del Nord                                                                | 1 – 1                                                                           | Canada                                                                          | Amichevole                                                                      | -                                                                               | 73’                                                                             |
| 5-9-2001                                                                        | Belfast                                                                         | Irlanda del Nord                                                                | 3 – 0                                                                           | Islanda                                                                         | Qual. Mondiali 2002                                                             | -                                                                               | 89’                                                                             |
| 13-2-2002                                                                       | Limassol                                                                        | Irlanda del Nord                                                                | 1 – 4                                                                           | Polonia                                                                         | Amichevole                                                                      | -                                                                               | 66’                                                                             |
| 12-10-2002                                                                      | Albacete                                                                        | Spagna                                                                          | 3 – 0                                                                           | Irlanda del Nord                                                                | Qual. Euro 2004                                                                 | -                                                                               | 65’                                                                             |
| 16-10-2002                                                                      | Belfast                                                                         | Irlanda del Nord                                                                | 0 – 0                                                                           | Ucraina                                                                         | Qual. Euro 2004                                                                 | -                                                                               | 65’                                                                             |
| 12-2-2003                                                                       | Lurgan                                                                          | Irlanda del Nord                                                                | 0 – 1                                                                           | Finlandia                                                                       | Amichevole                                                                      | -                                                                               | 77’                                                                             |
| 29-3-2003                                                                       | Erevan                                                                          | Armenia                                                                         | 1 – 0                                                                           | Irlanda del Nord                                                                | Qual. Euro 2004                                                                 | -                                                                               |                                                                                 |
| 3-6-2003                                                                        | Campobasso                                                                      | Italia                                                                          | 2 – 0                                                                           | Irlanda del Nord                                                                | Amichevole                                                                      | -                                                                               | 55’                                                                             |
| 11-6-2003                                                                       | Belfast                                                                         | Irlanda del Nord                                                                | 0 – 0                                                                           | Spagna                                                                          | Qual. Euro 2004                                                                 | -                                                                               | 73’                                                                             |
| 10-9-2003                                                                       | Belfast                                                                         | Irlanda del Nord                                                                | 0 – 1                                                                           | Armenia                                                                         | Qual. Euro 2004                                                                 | -                                                                               | 78’                                                                             |
| 18-2-2004                                                                       | Belfast                                                                         | Irlanda del Nord                                                                | 1 – 4                                                                           | Norvegia                                                                        | Amichevole                                                                      | -                                                                               | 73’                                                                             |
| 28-4-2004                                                                       | Belfast                                                                         | Irlanda del Nord                                                                | 1 – 1                                                                           | Serbia e Montenegro                                                             | Amichevole                                                                      | -                                                                               | 46’                                                                             |
| 30-5-2004                                                                       | Saint Michael                                                                   | Barbados                                                                        | 1 – 1                                                                           | Irlanda del Nord                                                                | Amichevole                                                                      | -                                                                               | 67’                                                                             |
| 2-6-2004                                                                        | Basseterre                                                                      | Saint Kitts e Nevis                                                             | 0 – 2                                                                           | Irlanda del Nord                                                                | Amichevole                                                                      | -                                                                               | 65’                                                                             |
| 6-6-2004                                                                        | Scarborough                                                                     | Trinidad e Tobago                                                               | 0 – 3                                                                           | Irlanda del Nord                                                                | Amichevole                                                                      | -                                                                               | 66’                                                                             |
| 18-8-2004                                                                       | Zurigo                                                                          | Svizzera                                                                        | 0 – 0                                                                           | Irlanda del Nord                                                                | Amichevole                                                                      | -                                                                               | 51’ 88’                                                                         |
| 4-9-2004                                                                        | Lurgan                                                                          | Irlanda del Nord                                                                | 0 – 3                                                                           | Polonia                                                                         | Qual. Mondiali 2006                                                             | -                                                                               | 62’                                                                             |
| 8-9-2004                                                                        | Cardiff                                                                         | Galles                                                                          | 2 – 2                                                                           | Irlanda del Nord                                                                | Qual. Mondiali 2006                                                             | -                                                                               | 88’                                                                             |
| 13-10-2004                                                                      | Belfast                                                                         | Irlanda del Nord                                                                | 3 – 3                                                                           | Austria                                                                         | Qual. Mondiali 2006                                                             | -                                                                               | 89’                                                                             |
| Totale                                                                          |                                                                                 | Presenze                                                                        | 20                                                                              |                                                                                 | Reti                                                                            | 0                                                                               |                                                                                 |

## Palmarès

### Club

#### Competizioni nazionali
- Campionato inglese di seconda divisione: 1

Norwich City: 2003-2004
- Football League One: 1

Norwich City: 2009-2010
- Football League Trophy: 1

Luton Town: 2008-2009